# Kelsterbach
Kelsterbach è una città tedesca di 17 375 abitanti, situata nel land dell'Assia.